# هیبرن (مریلند)
هیبرن (به انگلیسی: Hebron) شهری در ایالت مریلند کشور ایالات متحده آمریکا است که جمعیت آن در سرشماری سال ۲۰۱۰ میلادی، ۱٬۰۸۴ نفر بوده‌است.